# Первое Мая (Сокулукский район)
Первое Мая (кирг. Биринчи Май) — село в Сокулукском районе Чуйской области Кыргызстана. Входит в состав айылного аймака имени Крупской.

## География
Село расположено в центральной части области, на левом берегу реки Сокулук, на расстоянии приблизительно 3 километров (по прямой) к юго-западу от села Сокулук, административного центра района. Абсолютная высота — 884 метра над уровнем моря.

## Население
Согласно оценочным данным Национального статистического комитета Кыргызской Республики, численность населения села на начало 2023 года составляла 1495 человек.
| год     | 2009 | 2014 | 2015 | 2020 | 2021 | 2023 |
| ------- | ---- | ---- | ---- | ---- | ---- | ---- |
| человек | 1240 | 1296 | 1372 | 1453 | 1462 | 1495 |